# Sac embrional

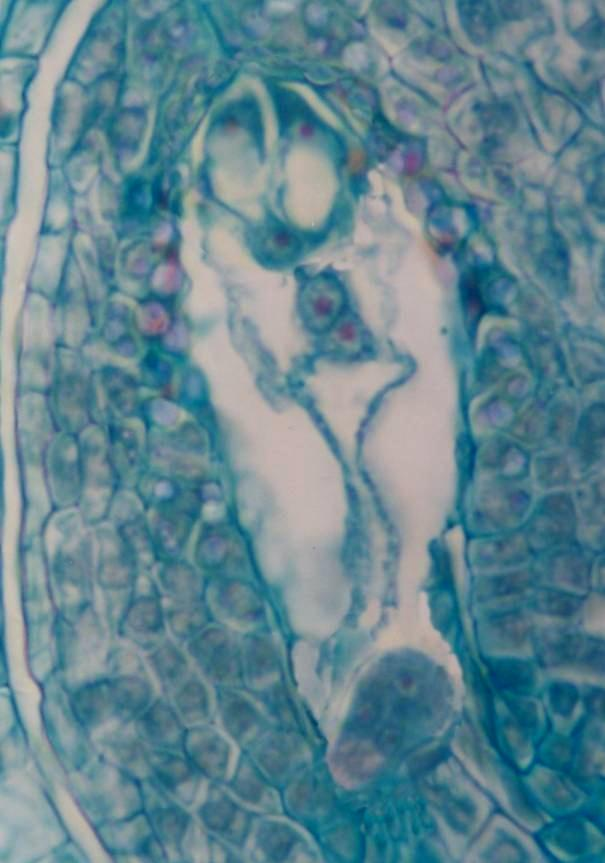
Sac embrional dins d'un primordi seminal; gametòfit femení en angiospermes.

El sac embrional, és la part del primordi seminal que porta les cèl·lules embrionals femenines dels vegetals.
- En les gimnospermes el sac embrional o megaprotal·lus (càrrega cromosòmica N) s'origina per la divisió mitòtica de la cèl·lula mare. En ella se originan els arquegonis i cadascun posseeix una oosfera reduint la posició de la nucel·la a parietal.

- En les angiospermes, la cèl·lula mare es divideix tres vegades per mitosi, per formar un sac embrional amb vuit nuclis haploides: la oòsfera, dos nuclis pol·lars o cèl·lules polars, dos cèl·lules sinèrgides i tres antípodes, que es transformen en sis, atès que les cèl·lules polars formen una cèl·lula binucleada. La nucel·la té la posició central i envolta el sac embrional. En aquest grup es correspon a gametòfit femení.